# SK쉴더스
SK쉴더스(영어: SK Shieldus)는 2021년 10월 26일 변경된 보안업체 SK인포섹-ADT캡스 통합법인의 신규 사명이다.
ADT캡스는 에스원, KT텔레캅과 함께 대한민국 무인보안업계 Big 3를 구성하는 보안업체이다.
구 SK인포섹주식회사는 2000년 6월 26일에 설립되었으며 종합 정보보호서비스사업, 컴퓨터시스템 통합 자문 및 구축 서비스업을 주업으로 하고 있다.
구 SK인포섹주식회사는 2020년 12월 30일자로 무인경비업 및 인력경비업을 영위하는 종속기업을 소유한 라이프앤시큐리티홀딩스 주식회사를 흡수합병했다.(존속법인: SK인포섹(주), 소멸법인: 라이프앤시큐리티홀딩스(주))
구 SK인포섹주식회사는 2021년 3월 4일을 기일로 경영효율성 제고를 위해 종속기업인 주식회사 에이디티캡스를 흡수합병했다.(존속법인: SK인포섹(주), 소멸법인: (주)ADT캡스)
통합법인 출범 후 사명을 구 SK인포섹에서 구 ADT캡스로 변경했다.
SK그룹의 계열사로서, 합병전 ADT캡스의 모회사인 라이프앤시큐리티홀딩스의 지분을 SK텔레콤이 55%를, 블루시큐리티인베스트먼트(맥쿼리자산운용이 ADT캡스 인수를 위해 설립한 유한회사)가 45%를 소유하고 있었으나,
합병후 SK텔레콤이 62.6%, 호주 맥쿼리인프라자산운용이 37.4%를 소유하고 있다.

## 주요 사업
- 시스템 경비  - 전국망 출동인프라 구축  - 첨단 ICT 관제센터   - 다양한 고객니즈에 맞는 최적화된 맞춤 보안솔루션 제공
- 홈보안 서비스   - 캡스홈 도어가드, 캡스홈 이너가드
- 영상보안서비스   - 뷰가드 CCTV 서비스   - 뷰가드 클라우드 서비스
- 보안관제 서비스

- 미래부 지정 보안관제 전문업체로서 인텔리전스 제공하며 빅데이터 분석 기술을 보유하고 있다.
- 서비스 유형: 원격 관제서비스, 파견 관제서비스, 클라우드 관제서비스
- 보안컨설팅 서비스

- 보안컨설팅 전문업체 미래부 지정 보안컨설팅 전문업체이며 ISMS/개인정보보호/모의해킹 등의 IT 보안 컨설팅과 OT/ICS 보안 컨설팅 서비스를 제공한다.
- 2016년 업계 상승
- 보안솔루션 & SI - 정보보안 전문 솔루션을 판매 및 구축하고 있으며, 개인정보보 검색 및 유출차단 솔루션 '이글아이'와 웹쉘 탐지 및 대응 솔루션 '안티웹쉘', 웹 악성코드 탐지 전용 솔루션 'MDS', 이메일 APT 솔루션 'eAPT insight'[3]등이 대표적이다.

- 융합보안 - 물리융합보안컨설팅을 제공하며 물리보안시스템/상황실 구ss축이 주요 업무이다.
- 고객IT 서비스 - IT Service Desk 및 보안 콜센터를 운영하며 차세대 Total PC/OA 서비스를 제공한다.

## 본점 및 지점 현황
- 본점: 경기도 성남시 분당구 판교로227번길 23 (삼평동)
- 삼성동지점: 서울특별시 강남구 봉은사로 613 (삼성동)
- 강남지점: 서울특별시 강남구 선릉로 514 (삼성동)
- 강서지점: 서울특별시 강서구 공항대로 355 (등촌동)
- 거창지점: 경상남도 거창군 거창읍 창동로 144-1
- 경산지점: 경상북도 경산시 백자로 78 (사동)
- 경주지점: 경상북도 경주시 양정로 222 (동천동)
- 고양지점: 경기도 고양시 일산동구 백마로 195 (장항동)
- 광양지점: 전라남도 광양시 세동길 35 (중동)
- 광주지점: 광주광역시 서구 죽봉대로 107 (광천동)
- 광평지점: 경기도 광주시 곤지암읍 경충대로 770
- 구로지점: 서울특별시 구로구 가마산로 263 (구로동)
- 구미지점: 경상북도 구미시 구미대로 342 (신평동)
- 군산지점: 전라북도 군산시 중앙로 191 (중앙로1가)
- 금천지점: 서울특별시 금천구 가산디지털1로 181 (가산동)
- 김천지점: 경상북도 김천시 혁신3로 19 (율곡동)
- 김포지점: 경기도 김포시 김포한강1로 250 (운양동)
- 김해지점: 경상남도 김해시 김해대로 2371 (부원동)
- 남양주지점: 경기도 남양주시 경춘로 1260 (평내동)
- 남원지점: 전북특별자치도 남원시 붕맛길 105 (향교동)
- 남인천지점: 인천광역시 연수구 하모니로 158 (송도동)
- 논산지점: 충청남도 논산시 중앙로410번길 3 (취암동)
- 논현지점: 서울특별시 강남구 논현로132길 9 (논현동)
- 당진지점: 충청남도 당진시 대호만로 31 (채운동)
- 대전지점: 대전광역시 서구 한밭대로 755 (둔산동)
- 동광주지점: 광주광역시 북구 동문대로 152 (두암동)
- 동대구지점: 대구광역시 수성구 동대구로 159 (황금동)
- 동대전지점: 대전광역시 대덕구 계족로 540 (중리동)
- 동부산지점: 부산광역시 해운대구 센첨중앙로 48 (우동)
- 동부지점: 서울특별시 동대문구 장한로 6 (장안동)
- 동수원지점: 경기도 수원시 영통구 창룡대로256번길 91 (이의동)
- 동청주지점: 충청북도 청주시 청원구 율량로190번길 15 (율량동)
- 동해지점: 강원특별자치도 동해시 봉오동길 47 (용정동)
- 마산지점: 경상남도 창원시 마산합포구 3.15대로 239 (중앙동3가)
- 목포지점: 전라남도 무안군 삼향읍 후광대로 282
- 밀양지점: 경상남도 밀양시 밀양대로 1761 (삼문동)
- 보령지점: 충청남도 보령시 큰오랏1길 80 (동대동)
- 부산지점: 부산광역시 부산진구 신암로 141 (범천동)
- 부천지점: 경기도 부천시 원미구 조마루로285번길 60 (중동)
- 북부지점: 서울특별시 강북구 도봉로 295 (수유동)
- 북인천지점: 인천광역시 계양구 장제로 799 (계산동)
- 상문지점: 경상북도 상주시 경상대로 3180 (만산동)
- 새만금지점: 전북특별자치도 김제시 검산택지길 41 (검산동)
- 서대구지점: 대구광역시 서구 서대구로 86 (평리동)
- 서부산지점: 부산광역시 사상구 광장로 20 (괘법동)
- 서부지점: 서울특별시 은평구 수색로 195 (증산동)
- 서산지점: 충청남도 서산시 호수공원3로 50 (예천동)
- 서수원지점: 경기도 수원시 권선구 호매실로 46-16 (탑동)
- 서인천지점: 인천광역시 서구 청라커낼로260번길 11 (청라동)
- 서초지점: 서울특별시 서초구 사임당로 32 (서초동)
- 성남지점: 경기도 성남시 분당구 야탑로 241 (야탑동)
- 세종지점: 세종특별자치시 한누리대로 169 (나성동)
- 속초지점: 강원특별자치도 속초시 미시령로3359번길 20 (교동)
- 송파지점: 서울특별시 송파구 중대로 317 (오금동)
- 순천지점: 전라남도 순천시 백강로 375-11 (조례동)
- 시화지점: 경기도 시흥시 서울대학로278번길 61 (배곧동)
- 아산지점: 충청남도 아산시 배방읍 배방로 22
- 안동지점: 경상북도 안동시 노하길 431 (송현동)
- 안산지점: 경기도 안산시 단원구 광덕4로 250 (고잔동)
- 안성지점: 경기도 안성시 장기로 131 (봉산동)
- 안양지점: 경기도 군포시 공단로140번길 52 (당정동)
- 양산지점: 경상남도 양산시 양산역1길 24 (중부동)
- 양평지점: 경기도 양평군 양평읍 시민로 94
- 여수지점: 전라남도 여수시 웅천3길 4-6 (웅천동)
- 영덕지점: 경상북도 영덕군 영덕읍 중앙길 88-1
- 영동지점: 강원특별자치도 강릉시 솔올로 25 (교동)
- 영주지점: 경상북도 영주시 대동로52번길 12 (가흥동)
- 오산지점: 경기도 오산시 청학로 264 (수청동)
- 옥천지점: 충청북도 옥천군 옥천읍 중앙로 85-1
- 용산지점: 서울특별시 마포구 삼개로 20 (도화동)
- 용인지점: 경기도 용인시 기흥구 동백중앙로 205 (중동)
- 울산지점: 울산광역시 남구 중앙로 153 (신정동)
- 원주지점: 강원특별자치도 원주시 황금로 23 (반곡동)
- 음성지점: 충청북도 음성군 맹동면 용두3길 5
- 의정부지점: 경기도 의정부시 용민로 198 (민락동)
- 이천지점: 경기도 이천시 구만리로 170 (진리동)
- 익산지점: 전북특별자치도 익산시 배산로3길 24-5 (모현동1가)
- 인천지점: 인천광역시 남동구 미래로 16 (구월동)
- 전주지점: 전북특별자치도 전주시 완산구 홍산로 275, 3층 (효자동2가, 천광빌딩)
- 정읍지점: 전북특별자치도 정읍시 정읍남로 1358 (시기동)
- 제주지점: 제주특별자치도 제주시 선덕로8길 3 (연동)
- 제천지점: 충청북도 제천시 강저로 220 (강제동)
- 중부지점: 서울특별시 중구 퇴계로 286 (쌍림동)
- 중울산지점: 울산광역시 중구 염포로 8 (반구동)
- 진주지점: 경상남도 진주시 범골로54번길 30-9 (충무공동)
- 창원지점: 경상남도 창원시 의창구 창원대로363번길 22-47 (팔용동)
- 천안지점: 충청남도 천안시 동남구 청수11로 11 (청당동)
- 청주지점: 충청북도 청주시 흥덕구 비하로 27 (비하동)
- 춘천지점: 강원특별자치도 춘천시 충혼길52번길 10 (온의동)
- 충주지점: 충청북도 충주시 번영대로 232 (연수동)
- 태백지점: 강원특별자치도 태백시 광장로 32 (황지동)
- 통영지점: 경상남도 통영시 무전7길 186 (무전동)
- 파주지점: 경기도 파주시 금바위로 42 (와동동)
- 평창지점: 강원특별자치도 평창군 봉평면 기풍로 132
- 평택지점: 경기도 평택시 서재로 7 (동삭동)
- 포천지점: 경기도 포천시 호국로 809 (동교동)
- 포항지점: 경상북도 포항시 북구 새천년대로 1273 (장성동)
- 하남지점: 경기도 하남시 조정대로 35 (풍산동)
- 함안지점: 경상남도 함안군 산인면 가야로 233
- 해남지점: 전라남도 해남군 해남읍 중앙1로 210, 2층
- 홍천지점: 강원특별자치도 홍천군 홍천읍 갈마로 71
- 화성지점: 경기도 화성시 남양읍 남양로 671
- 헝가리지점: 헝가리국 HU-1134, 부다페스트 바치 우트 33

## 경쟁 업체
- 에스원
- KT텔레캅